# Lilith

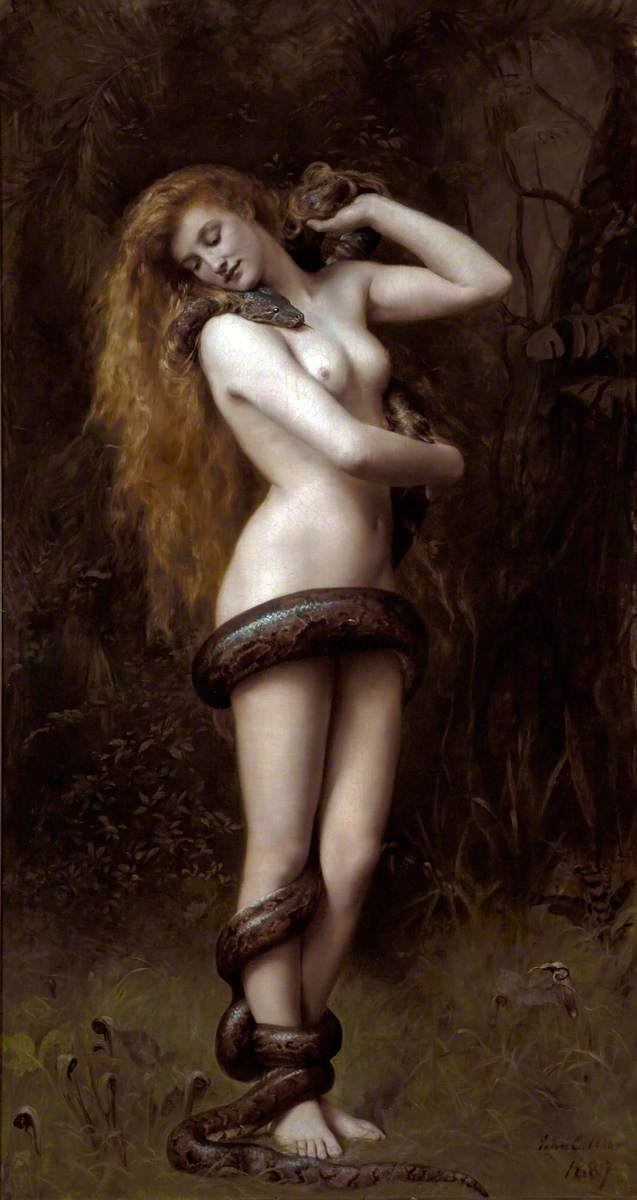
Lilith (John Collier)

Lilith (tiếng Hebrew: לילית) là tên gọi trong tiếng Hebrew cho một nhân vật trong thần thoại Do Thái, ban đầu được phát triển trong Kinh Talmud. Hình ảnh của Lilith lần đầu xuất hiện trong một loại thần gió bão được gọi là Lilitu, ở Sumer khoảng 3000 năm trước Công nguyên. Nhiều học giả cho rằng nguồn gốc của tên ký hiệu âm "Lilith" có từ khoảng năm 700 trước Công nguyên. Lilith xuất hiện trông như một con ma đêm trong một truyền thuyết Do Thái và như một con cú mèo trong bản dịch Kinh Thánh tiếng Anh King James Version. Kinh Thánh bản 1934 tiếng Việt thì dịch là yêu quái ban đêm, còn Kinh Thánh bản KPA (Nhóm phiên dịch Các Giờ Kinh Phụng Vụ) thì giữ nguyên tên và thêm đại từ xưng hô đằng trước.
Isaiah 34:14 (KJV): "The wild beasts of the desert shall also meet with the wild beasts of the island, and the satyr shall cry to his fellow; the screech owl also shall rest there, and find for herself a place of rest."
Ê-sai 34:14 (1934 tiếng Việt): Thú rừng và chó rừng sẽ gặp nhau tại đó; dê đực kêu nhau; yêu quái ban đêm loán làm chỗ ở, và làm nơi náu nương yên ổn.
I-sai-a 34:14 (KPA): Mèo rừng gặp chó rừng, loài dê ma quái hú gọi nhau. Đó cũng là nơi dung thân cho quỷ Li-lít, là chốn hắn nghỉ ngơi.
Theo kinh ngụy tác, cô còn là vợ đầu của Adam.